# Маслов, Виктор Борисович
Виктор Борисович Маслов (31 марта 1949, Петропавловск-Камчатский) — советский футболист, нападающий, украинский тренер. Мастер спорта СССР (1973). Кавалер ордена «За заслуги» III (2015) и II степени (2020).
Воспитанник полтавского футбола, первый тренер И. И. Горпинко. За местный «Колос»/«Сельстрой»/«Строитель» играл с 1966 года. В середине 1969 года перешёл в «Черноморец» Одесса, за который сыграл 50 матчей, забил два гола в классе «А» (1969—1970) и 49 матчей, семь голов (1971—1972) в первой лиге. В 1973 и 1975—1978 за днепропетровский «Днепр» сыграл 94 матча, забил семь голов, в 1974 году сыграл 16 матчей за «Динамо» Киев с которым стал чемпионом СССР. Завершил карьеру в 1978—1979 годах в команде второй лиги «Колос» Никополь).
В 1986—1990 — администратор, в 1991 — начальник команды «Днепр». В 1992, по июнь — тренер «Темпа» Шепетовка, в 1993, по апрель — главный тренер «Таврии» Херсон, с июля 1993 — главный тренер «Ворсклы», в 1994, по май — главный тренер «Торпедо» Запорожье. В 1999—2005 — директор ДЮСШ «Днепромайн» Днепропетровск. В сентябре — октябре 2002 — главный тренер «Днепра-2». В июле 2005 — августе 2006, сентябре 2007 — апреле 2008, августе 2010 — августе 2012 — главный тренер «Стали» Днепродзержинск, в августе 2006 — августе 2010 — спортивный директор команды.
Старший брат Борис (род. 1939) также был футболистом.